# 杉本直子
杉本 直子（すぎもと なおこ）は、日本の歌手。かつてNECアベニューに所属していた。

## 経歴
1986年、オリジナルテープ音楽祭で最優秀賞を受賞し、冨田恵一と「KEDGE」としてNECアベニューよりデビュー。1988年にデビューアルバムにして唯一の作品である『COMPLETE SAMPLES』をリリース。
また1987年には星野架名の代表作『緑野原学園』のイメージアルバム「緑野原座フライト・プラネット」のボーカルとして参加。同アルバムの収録曲「緑野原座フライト・プラネット」は1990年にOVA化された「緑野原迷宮 〜Sparkling Phantom〜」のオープニング主題歌に起用された。
現在は自身のバンド「東京たぬき」で活動している。

## 参加作品
- 緑野原座フライト・プラネット (1987年7月21日 ビクターエンタテインメント)
- COMPLETE SAMPLES (1988年3月21日 NECアベニュー)
- 緑野原迷宮 (1990年3月21日 ビクターエンタテインメント)